# Dramdal
Dramdal es un pequeño pueblo en Viken, Noruega.
Dramdal se encuentra en el municipio de Øvre Eiker. Está situado en la orilla oriental del Drammenselva, frente al pueblo de Skotselv al otro lado del río. La carretera nacional noruega Riksvei 35 atraviesa el pueblo.